# Castello di Jaroměřice nad Rokytnou
Il castello di Jaroměřice nad Rokytnou (in ceco Zámek Jaroměřice nad Rokytnou) si trova nell'omonimo comune del Distretto di Třebíč nella Regione di Vysočina, Repubblica Ceca. Il complesso un tempo fortificato, una delle architetture più imponenti del Paese, risale alla prima metà del XVIII secolo ma la sua storia inizia diversi secoli prima, in epoca medievale.

## Storia

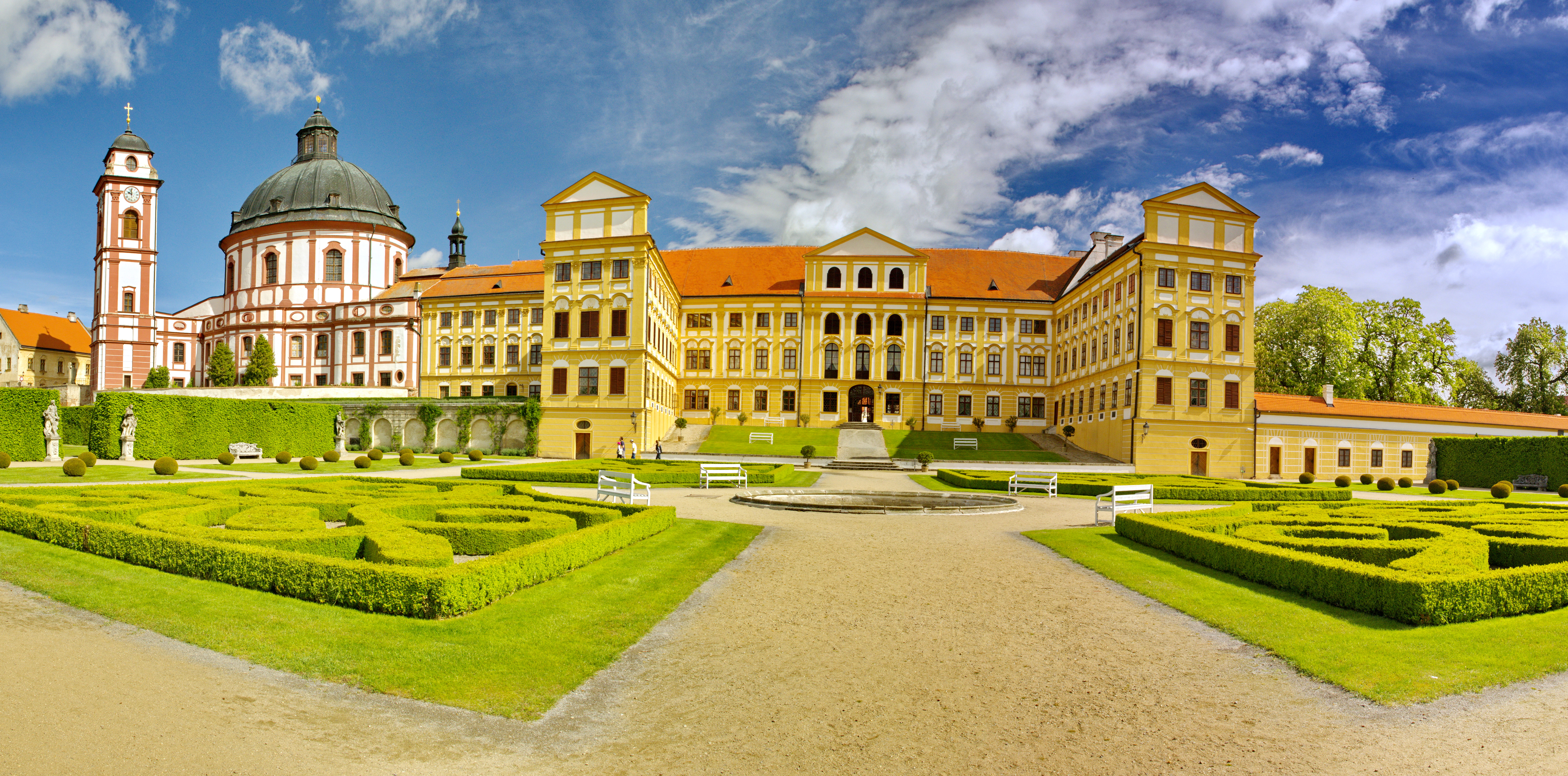
Facciata e giardini

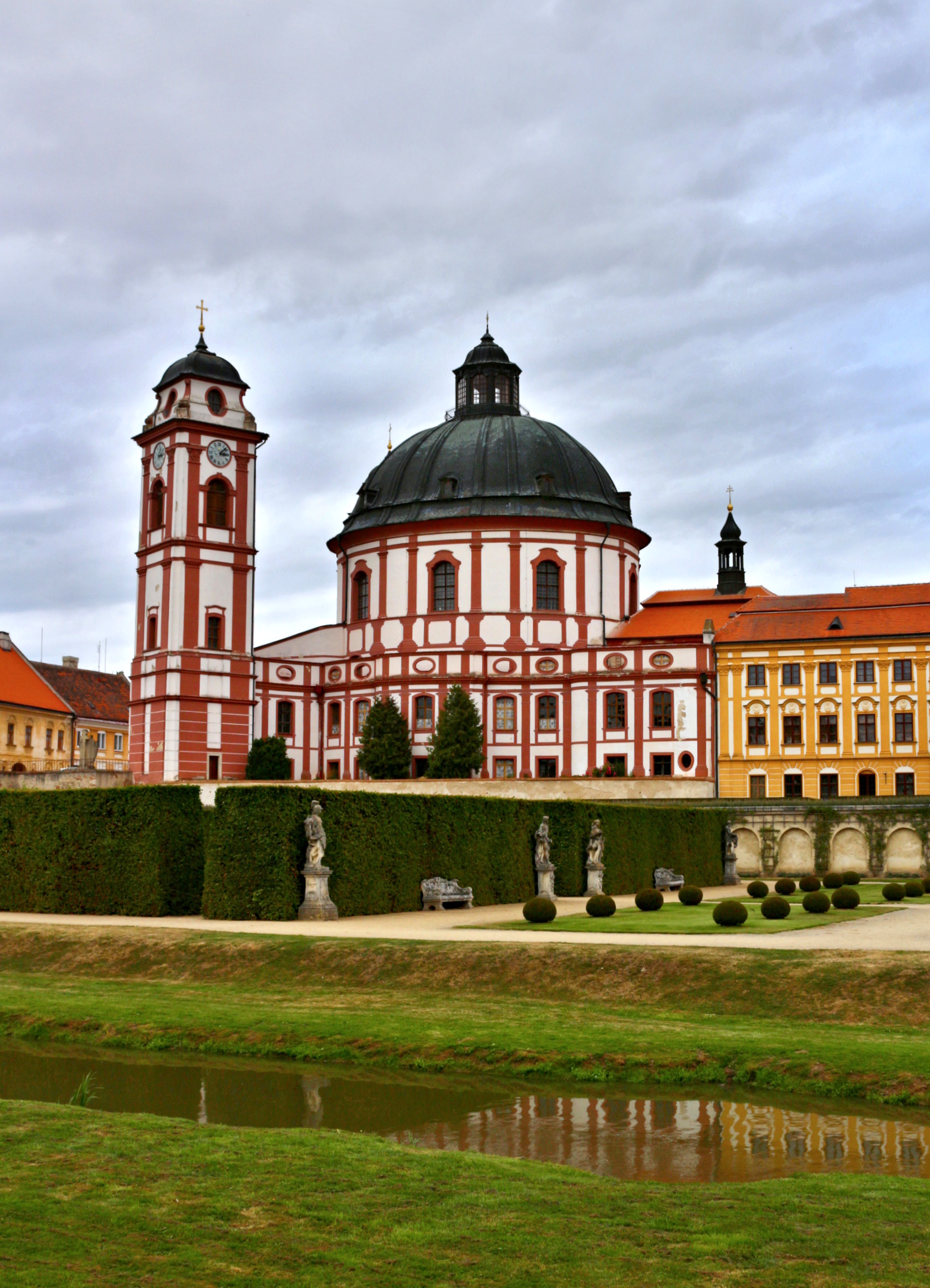
Chiesa di Santa Margherita

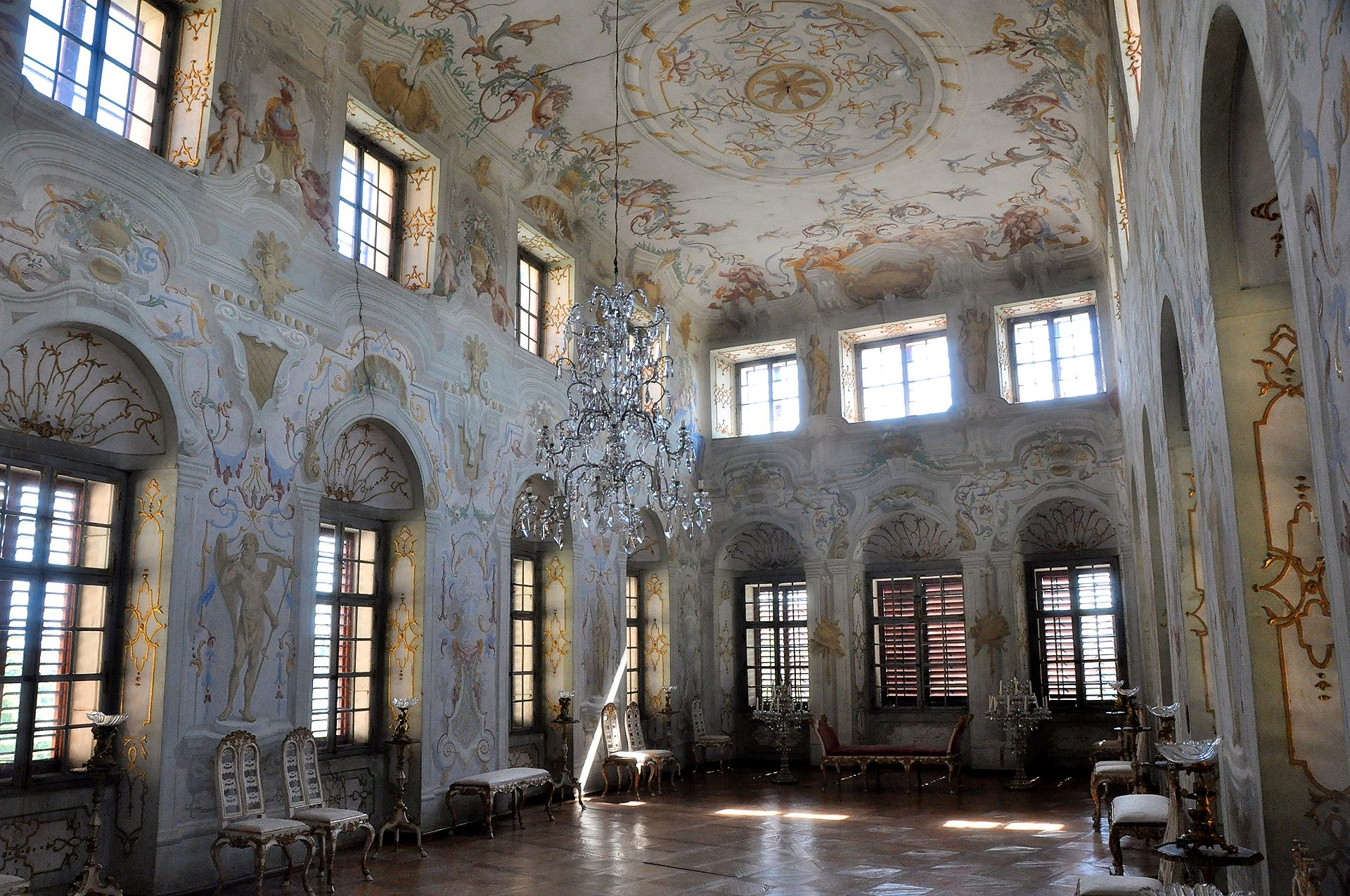
Grande salone interno

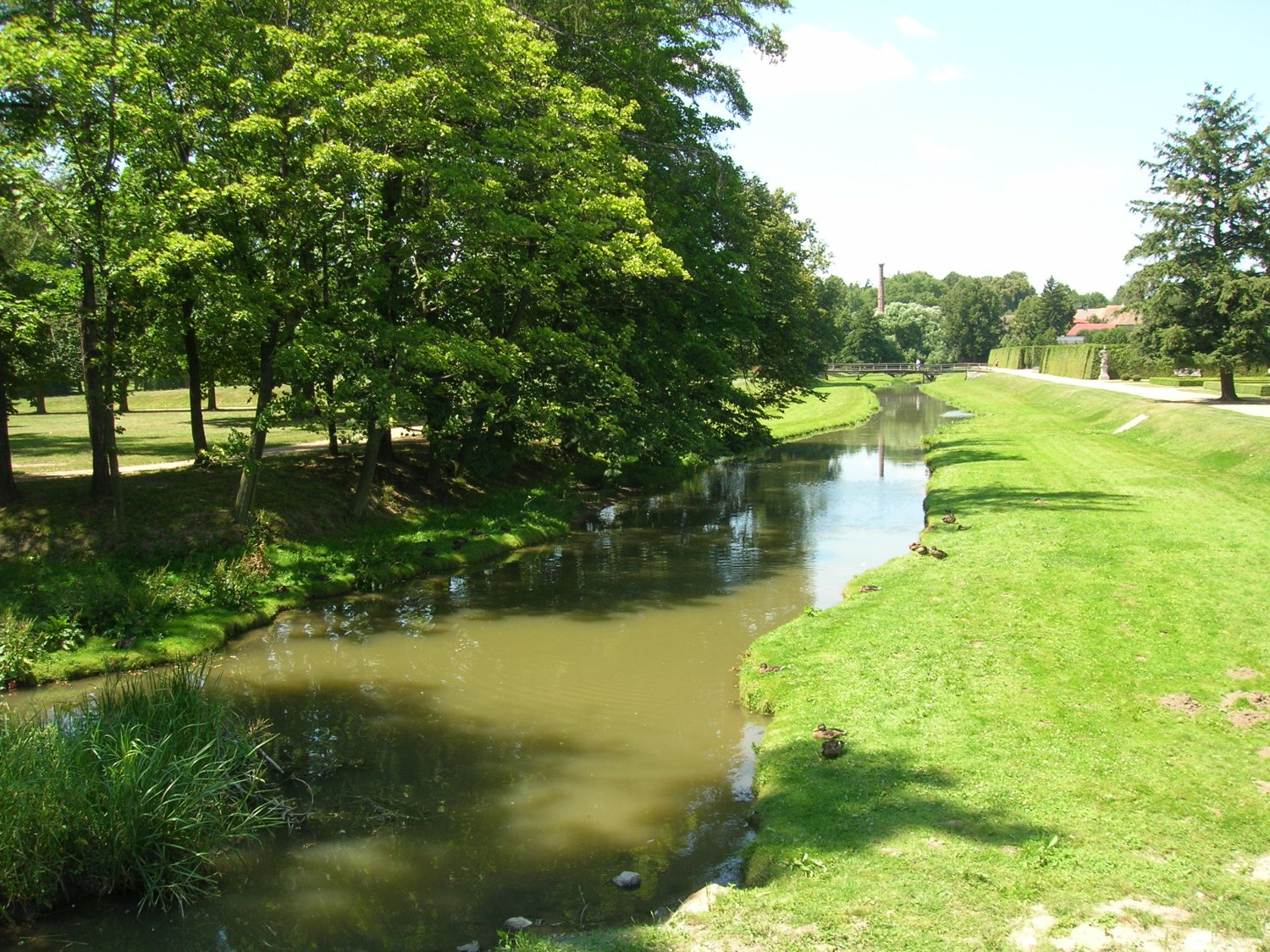
Particolare del parco col piccolo corso d'acqua che lo attraversa

Sul sito era presente una fortezza medievale che fu ricostruita in forme di castello rinascimentale alla fine del XVI secolo. Tra il 1700 e il 1737 venne modificata notevolmente per volontà del conte Jan Adam Questenberk, grande mecenate, amante della musica e del teatro, e il suo castello divenne così un importante centro di vita culturale. Con la famiglia Questenberk nacquero anche il grande parco in stile inglese e i giardini in stile francese. La città trasse grande benefici dalle attività e dalle iniziative che avevano come sede il castello e in quel periodo ebbe una biblioteca, una galleria, un teatro e una propria banda. Il direttore dell'orchestra del castello fu il noto compositore e maestro di cappella ceco František Václav Míča, autore della prima opera ceca. Con l'estinzione della famiglia, nel 1752, la proprietà passò alla famiglia Kounice e poi ai Wrbna-Freudenthal. Dopo la fine della seconda guerra mondiale il castello venne nazionalizzato e, nel 1947, aperto al pubblico.Viene amministrato dall'Istituto del Patrimonio Nazionale.

## Descrizione
Il castello si trova a Jaroměřice nad Rokytnou, comune della Regione di Vysočina, Repubblica Ceca. Rappresenta è uno dei più grandi edifici barocchi dell'Europa centrale. Il complesso è formato da tre grandi corpi di fabbrica tra loro uniti ai quali si aggiunge la grande chiesa di Santa Margherita. L'intero castello è in ottime condizioni con interni del XIX secolo. La facciata principale del castello si alza per tre piani e le sue ali racchiudono il giardino. Nelle sale e nelle stanze si conservano strumenti musicali e mobili legati alla vita musicale del suo passato. All'interno inoltre sono state mantenute parti originali come la sala da pranzo, le sale della musica, la sala cinese orientale, la sala da ballo e le terme romane. Tra le curiosità vi si può visitare una mostra di giocattoli dei secoli XVIII e XIX. Oltre al giardino il castello ha nelle sue vicinanze un grande parco.

### Monumento culturale della Repubblica Ceca
La tutela dei monumenti della Repubblica Ceca considera il complesso del castello di Jaroměřice nad Rokytnou un monumento culturale tutelato col numero di catalogo 1000137555.